# Gabriella di Vergy (Carafa)
 Gabriella di Vergy  es una ópera en tres actos del compositor italiano Michele Carafa, con libreto en italiano de Andrea Leone Tottola, basado en el drama Gabrielle de Vergy de Dormont de Belloy. Fue estrenada en el Teatro del Fondo de Nápoles el 3 de julio de 1816.

## Historia
Tras abandonar la carrera militar al término de las guerras napoleónicas, Michele Carafa retoma su carrera como compositor, estrenando en su Nápoles natal Il vascello l'Occidente en 1814 y la comedia La gelosia corretta en 1815. Su carrera hasta ese momento había destacado especialmente en el campo de la ópera semiseria y bufa, pero queriendo asentarse también en el repertorio serio, adapta el drama “Gabrielle de Vergy” de Dormont de Belloy, con la colaboración del libretista Tottola.
La ópera no pudo ser estrenada en el Teatro San Carlo, que había sido destruido el 13 de marzo de 1816 por un incendio, por lo que el estreno se trasladó al Teatro del Fondo, dirigido en ese momento, al igual que el San Carlo, por el empresario teatral Domenico Barbaja. El estreno fue un enorme éxito, siendo considerada la mejor de sus obras; a los pocos meses del estreno, el 26 de enero de 1817, la ópera se estrena finalmente en el reconstruido Teatro San Carlo, teatro en el que se repondrá en numerosas ocasiones en los siguientes años, y también se representa en ciudades italianas como Palermo o Lucca. Fuera de Italia, la ópera se estrenó en Viena en 1824 y en Barcelona en 1829. Fue, así, una de las primeras óperas serias con final trágico que consiguió el éxito.
Tal es el éxito de la obra, que cuando Saverio Mercadante compone una nueva versión de la obra, mantiene el rondó final escrito por Carafa para la protagonista.
La ópera no ha sido recuperada en época moderna.

## Personajes
| Personaje                                                               | Voz       | Elenco del estreno |
| ----------------------------------------------------------------------- | --------- | ------------------ |
| Filippo Augusto (rey de Francia)                                        | bajo      | Michele Benedetti  |
| Fayel (conte di Vermand)                                                | tenor     | Andrea Nozari      |
| Gabriela (su esposa, condesa de Vergy)                                  | soprano   | Isabella Colbran   |
| Raoul di Coucy (enamorado de Gabriela)                                  | tenor     | Giovanni David     |
| Almeide (hermana de Fayel)                                              | contralto | Adelaide Carpano   |
| Armand (amigo de Fayel)                                                 | tenor     | Gaetano Chizzola   |
| Soldados de Fayel, doncellas de Gabriella, soldados cruzados de Filippo |           |                    |

## Argumento
La acción tiene lugar en el castillo de Autrey en Borgoña.  
Acto I
Habitación del castillo
Todos notan triste a Fayel; Almeide trata de consolarlo, pero él la rechaza, ya que está furioso porque su esposa Gabriella no lo ama, a lo que ella le aconseja que se muestre más cariñoso. Armand avisa de la llegada de un mensajero del rey Filippo; la carta que trae indica que el rey piensa pasar la noche en el castillo, por lo que todos se apresuran a hacer los preparativos. Pero, cuando se queda solo, el mensajero se descubre como Raoul, que ha tramado todo para conseguir volver a ver a su amada Gabriella. Cuando ella llega la acusa de traicionarlo, pero ella se defiende diciendo que fue dado por muerto, y que su padre le obligó entonces a casarse con Fayel. Raoul afirma entonces que ese matrimonio no es válido para el cielo y la insta a huir con él, pero ella se niega. Cuando se escucha que regresa Fayel, Raoul vuelve a esconderse tras su yelmo. Fayel trae un mensaje para el rey, que el mensajero le debe entregar. Mientras, Gabriella trata de simular amor hacia su esposo para calmar sus celos. 
Gran sala en el castillo, con trono al fondo
Los soldados festejan el retorno del rey Filippo de las cruzadas. Éste le confiesa a Fayel que habría muerto de no haber sido porque Raoul le salvó la vida, con lo que Fayel descubre que su rival sigue vivo.A la llegada de Gabriella y Almeide, Fayel observa la reacción de su esposa al ver a Raoul y confirma sus sospechas. Filippo le pide a Fayel que le conceda la mano de su hermana Almeide a su salvador; Almeide se muestra encantada de la idea, y Fayel cree que puede ser una buena idea para apagar el amor que hay entre Gabiella y Raoul, así que accede, sin permitir que Raoul ni Gabriella digan nada. 
Habitación
Almeide le pide a Armand que haga venir a Raoul diciéndole que le espera la esposa de Fayel, y luego se esconde. Gabriella trata de rechazarlo, pero él le confiesa que amará siempre sólo a ella. Al escuchar esto, Almeide, furiosa, va a avisar a Fayel. Gabriella sigue rechazándolo, por lo que Raoul le suplica de rodillas; llegan entonces Fayel, quien, furioso, acusa a su esposa de infidelidad. Ambos hombres están dispuestos a batirse en duelo cuando aparece Filippo, escandalizado. Fayel le dice que su mujer le es infiel con Raoul; éste se defiende diciendo que Gabriella fue su primer amor. El rey Filippo insiste en que es él quien debe imponer justicia y castigar a los infieles. 
Acto II
Patio del castillo
Raoul defiende la inocencia de Gabriella ante el rey, pero Fayel, furioso, se niega a aceptarla. Filippo acuerda que ambos se batirán en un duelo a muerte para defender o culpar a Gabriella. Una vez solos, Fayel confiesa que no supo nada del secreto amor de Gabriella por Raoul hasta después de la boda, ya que el padre de ella se lo ocultó, pero está tan furioso que, ante la insistencia de Raoul sobre la inocencia de ella, está a punto de apuñalarlo; finalmente los dos se disponen a batirse en duelo (dúo: Quell’aspetto? quegl accenti!) 
Habitación
Almeide espera, inquieta, el resultado del torneo. Armand trae noticias del comienzo del torneo, y de que Fayel ha hecho encarcelar a Gabriella. Los rumores que se escuchan desde fuera les hacen dudar del resultado, hasta que aparece Fayel, herido pero vencedor; ha abatido a Raoul, quien, con su último aliento, ha llamado a Gabriella, por lo que ahora va a vengarse de ella también para que no tarde en acompañarlo a la tumba. Sólo viéndola sufrir podrá el tranquilizarse al fin (aria: Tra i singulti l’infida spirante). Entregan entonces a Fayel una carta que Raoul guardaba en el pecho, y éste parte de inmediato a castigar a Gabriella. Almeide le pide a Armand que lo detenga, ya que se siente culpable por haber sido ella quien concertó la cita en la que se reencontraron los dos, pero Armand sabe que la ira de Fayel es irrefrenable. 
Terrible subterráneo
Gabriella cree ver, delirando, el combate entre Fayel y Raoul (aria: Perche non chiusi al di). Aparece Fayel, dispuesto a vengarse de una forma que resulte más cruel que matar a su esposa, y finalmente le cuenta que ha matado a Raoul. Gabriella entonces le confiesa todo el odio que siente por él. Fayel, furioso, hace que introduzcan una urna; Gabriella piensa que es el veneno que tiene que tomar, pero encuentra el corazón de Raoul, ya que éste le había prometido que sería siempre suyo. Gabriella entonces se desvanece ante tanta crueldad. Llegan Almeide y Filippo y, al descubrir a Gabriella moribunda, se horrorizan de lo que ha hecho Fayel, pero cuando ven que el va a reabrir su herida para morir también, lo detienen. 

## Discografía
No existe por el momento ninguna grabación de la ópera. 
Hay grabación de algunos pasajes de la ópera:
- Dúo del segundo acto “Traditor! paventa: al campo” - “Quell’aspetto? quegl accenti!”: “William Matteuzzi: Ferme tes Yeux”. Con William Matteuzzi (Raoul) y Bruce Ford (Fayel). Opera Rara.[11]

- Escena y aria final de Gabriella “Ah! Fermate? Raoul!? Perche non chiusi al di”: “Yvonne Kenny – 19th century heroines”. Yvonne Kenny (Gabriella). Opera Rara.[12]